# Dahlgren, Virginia
Dahlgren, Virginia är en census designated place i King George County, Virginia. Den är uppkallad efter amiral John A. Dahlgren.
Orten hade  2 655 invånare vid 2010 års folkräkning.